# 이중매매
이중매매란 동일한 목적물을 이중으로 매매하는 것이다. 이중으로 매매계약을 채권계약으로서 체결한 경우에 이행의 단계에 이르렀을 때 문제가 발생한다. 그 이유는 지명채권의 양도는 의사표시만으로 효력이 생기며, 통지나 승낙을 대항요건으로 할 뿐이므로 동일권리가 이중으로 양도되기 때문이다. 그러므로 동산에 있어서는 인도, 부동산에 있어서는 등기라는 효력발생요건(대항요건)을 먼저 갖춘 자가 완전한 권리를 취득하며 다른 상대방과의 매매계약은 이행불능이 된다(민법 제186조·제188조).

## 무효의 요건
이중매매는 계약자유의 원칙에서 볼 때 일반적으로 그 효력이 용인된다. 따라서 민법 제103조를 이유로 이중매매가 무효로 되기 위해서는 제2매수인이 매도인의 배임 또는 횡령에 적극 가담해야 한다. 대법원 판례도, “이중매도인의 배임행위에 적극 가담하여 매수한 매매행위는 사회정의관념에 위배된 반사회적인 법률행위로서 무효[...]”라 하였으며, 적극적 가담의 의미에 관하여, “매수인이 다른 사람에게 매매목적물이 매도된 것을 안다는 것만으로는 부족하고, 적어도 그 매도사실을 알고도 매도를 요청하여 매매계약에 이르는 정도가 되어야 한다.”, “제3자가 피상속인으로부터 토지를 전전매수하였다는 사실을 알면서도 그 정을 모르는 상속인을 기망” “매도인이 매수인에게 목적부동산을 매도한 사실을 알고서 수증자가 매도인으로부터 증여를 원인으로 하여 소유권이전등기를 함으로써 매도인의 매수인에 대한 배임행위에 가담...” 매도인이 이미 매수인에게 부동산을 매도하였음을 제2매수인이 잘 알면서도, 소유권명의가 매도인에게 남아있음을 기화로 매도인에게 이중매도를 적극 권유한 경우를 들고 있다. 또한, “공동상속인 중 1인이 제3자에게 상속 부동산을 매도한 뒤 그 앞으로 소유권이전등기가 경료되기 전에 그 매도인과 다른 공동상속인들 간에 그 부동산을 매도인 외의 다른 상속인 1인의 소유로 하는 내용의 상속재산 협의분할이 이루어져 그 앞으로 소유권이전등기를 한 경우에, 그 상속재산 협의분할은 상속개시된 때에 소급하여 효력이 발생하고 등기를 경료하지 아니한 제3자는 민법 제1015조 단서 소정의 소급효가 제한되는 제3자에 해당하지 아니하는 바, 이 경우 상속재산 협의분할로 부동산을 단독으로 상속한 자가 협의분할 이전에 공동상속인 중 1인이 그 부동산을 제3자에게 매도한 사실을 알면서도 상속재산 협의분할을 하였을 뿐 아니라, 그 매도인의 배임행위(또는 배신행위)를 유인, 교사하거나 이에 협력하는 등 적극적으로 가담한 경우에는 그 상속재산 협의분할 중 그 매도인의 법정상속분에 관한 부분은 민법 제103조 소정의 반사회질서의 법률행위에 해당한다.”

## 무효의 효과
부동산의 이중매매가 반사회적 법률행위에 해당하는 경우에는 이중매매계약은 절대적으로 무효이므로, 당해 부동산을 제2매수인으로부터 다시 취득한 제3자는 설사 제2매수인이 당해 부동산의 소유권을 유효하게 취득한 것으로 믿었더라도 이중매매계약이 유효하다고 주장할 수 없다.

## 제1매수인의 지위
이중매매로 인하여, 제2매수인에게 소유권이전등기가 경료된 경우, 매도인의 제1매수인에 대한 소유권이전등기 의무는 이행불능이 된다. 판례에 따르면 “매도인의 매매목적물에 관한 소유권이전등기 의무가 이행불능이 됨으로 말미암아 매수인이 입는 손해액은 원칙적으로 그 이행불능이 될 당시의 목적물의 시가 상당액이고, 그 이후 목적물의 가격이 등귀하였다 하여도 그로 인한 손해는 특별한 사정으로 인한 것이어서 매도인이 이행불능 당시 그와 같은 특수한 사정을 알았거나 알 수 있었을 때에 한하여 그 등귀한 가격에 의한 손해배상을 청구할 수 있다 함은 대법원의 확립된 판례이고, 이러한 법리는 이전할 토지가 환지 예정이나 환지확정 후의 특정 토지라고 하여도 다를 바가 없으며, 그 배상금의 지급이 지체되고 있다고 하여도 그 배상금에 대한 법정이자 상당의 지연손해금을 청구하는 외에 사실심 변론종결시의 시가에 의한 손해배상을 청구할 수 있게 되는 것은 아니다.” 제1매수인은 매도인을 대위하여 소유권이전등기의 말소를 청구할 수 있다.

## 이중매매의 경우 배임죄의 실행착수의 시기
이중매매의 경우에 피고인이 배임죄의 주체인 '타인의 사무처리자'가 되기 위해서는 피고인에게 매수인에 대한 소유권이전등기의무가 발생하여야 한다. 소유권이전등기의무는 매수인으로부터 중도금을 받았을 때 발생하므로 이 사건에서 매수인으로부터 중도금을 받은 피고인은 매수인의 사무를 처리하는 자로서 배임죄의 주체가 된다.

## 같이 보기
- 배임죄